# 김용호 (1932년)
김용호(金容昊, 1932 ~ 2020년)은 고위 검찰수사관 출신으로 초대 헌법재판소 사무차장을 지낸 대한민국의 공무원이다.

## 생애
1932년 경산군에서 태어나 고려대학교 법과대학을 졸업하고 검찰공무원으로 임용되었다. 부산지방검찰청 사무국장, 서울고등검찰청 사무국장 등을 거쳐 검찰을 퇴직한 뒤, 조규광 헌법재판소장에 의해 초대 헌법재판소 사무차장으로 임명되어 1988년부터 1993년까지 근무하였다. 헌법재판소 재직 중인 1990년에 행형제도에 관한 연구로 영남대학교에서 법학박사 학위를 취득하였으며, 퇴직 후 계명대학교 강사 등으로 활동하다가 2020년 4월 2일에 별세하였다.